# Alfíridas
Alfíridas, fíridas ou uquebidas foram uma ilustre família árabe do norte da África e Alandalus descendente de Uqueba ibne Nafi.
A genealogia dos alfíridas:
- Nafi Alfiri
  - Uqueba ibne Nafi Alfiri, fundador de Cairuão, conquistador do Magrebe e emir da Ifríquia (666-674, 681-683)
    - Abu Ubaida ibne Uqueba Alfiri, participou na conquista da Hispânia em 712
      - Habibe ibne Abu Ubaida Alfiri, conquistador de Suz, comandante militar ifríquio, caiu em Baguedura em 741
        - Abderramão ibne Habibe Alfiri, emir da Ifríquia (745–755)
          - Habibe ibne Abderramão Alfiri, uale da Cirenaica, morto por seu tios Maomé e Ilias em combate, emir da Ifríquia (755–757)
            - Abderramão ibne Habibe Alciclabi, uniu-se ao rebelde berbere Abu Hatém, liderando a revolta ibera em 778-779
              - Abderramão ibne Iúçufe Alfiri, governador de Saragoça nos anos 740
              - Maomé ibne Iúçufe Alfiri, liderou a revolta ibera em 785

          - Iúçufe ibne Abderramão Alfiri, emir do Alandalus (747–756) e uale de Toledo (756–759)
            - Maomé ibne Iúçufe
            - Alcácime ibne Iúçufe

        - Ilias ibne Habibe Alfiri, matou seu irmão Abderramão, uale da Tripolitânia, e emir da Ifríquia (755–756)
        - Abde Aluarite ibne Habibe Alfiri, implicado na morte de Abderramão
        - Anrã ibne Habibe Alfiri, se opôs à morte de Abderramão e se juntou a Habibe ibne Abderramão

      - Calide ibne Abu Habibe Alfiri, caiu na Batalha dos Nobres de 740
      - Maomé ibne Abu Ubaida, pode ter se envolvido no assassinato de Abderramão e foi morto em conflito com Habibe ibne Abderramão